# ابلاخ (دانوب)
ابلاخ (به آلمانی: Ablach) یک رود در آلمان است که در بادن-وورتمبرگ واقع شده‌است.